# Ludvík Bavorský
Ludvík Vilém Bavorský (21. června 1831, Mnichov – 6. listopadu 1920, tamtéž), zvaný Luis, se narodil jako první dítě bavorskému vévodovi Maxmiliánovi a jeho manželce Ludovice. Po něm následovalo, v rozmezí let 1832–1849, osm dalších sourozenců, z nichž druhý narozený, Vilém, zemřel v roce 1832, tedy v roce svého narození. Mezi jeho nejznámější sourozence patří císařovna Alžběta (Sissi), Helena Thurn-Taxis a Žofie, vévodkyně z Alençonu. Všechny tři měly velmi zajímavý život, u dvou z nich byl zfilmován.

## Ludvíkův osobní život

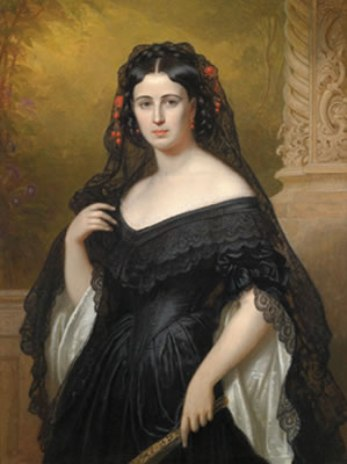
Portrét první manželky Henrietty

Ludvík se měl po smrti svého otce stát vévodou v Bavorsku, ale tohoto titulu se musel vzdát ve prospěch svého mladšího bratra Karla Teodora poté, co se rozhodl uzavřít společensky nerovný sňatek s druhořadou herečkou Henriettou Mendelovou, která mu navíc ještě za svobodna porodila dvě děti. Ludvík však neváhal ani chvíli a pro legalizaci tohoto svazku byl ochoten udělat vše - kromě vévodského titulu se musel vzdát i nároku na bavorský královský trůn, což však byla jen formalita, jelikož mezi přímé nástupce stejně nepatřil.

Ještě před sňatkem povýšil bavorský král Maxmilián II. Mendelovou do šlechtického stavu a od té doby nosila titul svobodná paní z Wallersee. Svatba proběhla 28. května 1859. Bavorská šlechta a královská i vévodská rodina ovšem Mendelovou považovala i nadále za nežádoucí osobu. Jedinou výjimkou v rodině se stala Ludvíkova sestra císařovna Alžběta, která si Mendelové velmi vážila a chovala k ní úctu a náklonnost.
Po prohrané bitvě u Hradce Králové odešel Ludvík z armády, kde měl hodnost plukovníka, a usadil se v Mnichově. S manželskou věrností si příliš starostí nedělal, stejně jako jeho otec, ale přesto bylo jeho manželství s Mendelovou považováno za harmonické. Henriette Mendelová, nyní tedy již Henriette von Wallersee, zemřela v roce 1891. Necelý rok po smrti své první ženy se Ludvík oženil podruhé s nepříliš úspěšnou baletkou Antonií Barthovou, která byla povýšena do šlechtického stavu a směla si říkat Antonie von Bartolf. V době sňatku bylo Ludvíkovi jedenašedesát let a jeho manželce jedenadvacet. V roce 1913 bylo manželství soudně rozvedeno. Ludvík zemřel 7. listopadu 1920. Jeho dcera z prvního manželství Marie Louisa hraběnka Larischová-Wallersee (jejím prvním manželem byl hrabě Georg Larisch) zemřela v roce 1940.

## Vývod z předků
|                |                                       |  |                                     |                                       |  |  |  |  |  |  |  | Jan Karel Falcko-Gelnhausenský |
|                |                                       |  |                                     |                                       |  |  |  |  |  |  |  |                                |
|                | Vilém Bavorský                        |  |                                     |                                       |  |  |  |  |  |  |  |                                |
|                |                                       |  |                                     |                                       |  |  |  |  |  |  |  |                                |
|                |                                       |  |                                     | Žofie Šarlota Salm-Dhaunská           |  |  |  |  |  |  |  |                                |
|                |                                       |  |                                     |                                       |  |  |  |  |  |  |  |                                |
|                | Pius Augustus Bavorský                |  |                                     |                                       |  |  |  |  |  |  |  |                                |
|                |                                       |  |                                     |                                       |  |  |  |  |  |  |  |                                |
|                |                                       |  |                                     | Fridrich Michal Falcko-Zweibrückenský |  |  |  |  |  |  |  |                                |
|                |                                       |  |                                     |                                       |  |  |  |  |  |  |  |                                |
|                | Maria Anna Falcko-Zweibrückenská      |  |                                     |                                       |  |  |  |  |  |  |  |                                |
|                |                                       |  |                                     |                                       |  |  |  |  |  |  |  |                                |
|                |                                       |  |                                     | Marie Františka Falcko-Sulzbašská     |  |  |  |  |  |  |  |                                |
|                |                                       |  |                                     |                                       |  |  |  |  |  |  |  |                                |
|                | Maxmilián Josef Bavorský              |  |                                     |                                       |  |  |  |  |  |  |  |                                |
|                |                                       |  |                                     |                                       |  |  |  |  |  |  |  |                                |
|                |                                       |  |                                     | Karel Maria Raimund z Arenbergu       |  |  |  |  |  |  |  |                                |
|                |                                       |  |                                     |                                       |  |  |  |  |  |  |  |                                |
|                | Ludvík Engelbert z Arenbergu          |  |                                     |                                       |  |  |  |  |  |  |  |                                |
|                |                                       |  |                                     |                                       |  |  |  |  |  |  |  |                                |
|                |                                       |  |                                     | Luisa Marie de La Marck ze Schleidenu |  |  |  |  |  |  |  |                                |
|                |                                       |  |                                     |                                       |  |  |  |  |  |  |  |                                |
|                | Amálie Luisa Arenberková              |  |                                     |                                       |  |  |  |  |  |  |  |                                |
|                |                                       |  |                                     |                                       |  |  |  |  |  |  |  |                                |
|                |                                       |  |                                     | Louis Joseph de Mailly                |  |  |  |  |  |  |  |                                |
|                |                                       |  |                                     |                                       |  |  |  |  |  |  |  |                                |
|                | Marie Adélaïde Julie de Mailly        |  |                                     |                                       |  |  |  |  |  |  |  |                                |
|                |                                       |  |                                     |                                       |  |  |  |  |  |  |  |                                |
|                |                                       |  |                                     | Adélaïde Julie d'Hautefort            |  |  |  |  |  |  |  |                                |
|                |                                       |  |                                     |                                       |  |  |  |  |  |  |  |                                |
| Luvík Bavorský |                                       |  |                                     |                                       |  |  |  |  |  |  |  |                                |
|                |                                       |  |                                     |                                       |  |  |  |  |  |  |  |                                |
|                |                                       |  | Kristián III. Falcko-Zweibrückenský |                                       |  |  |  |  |  |  |  |                                |
|                |                                       |  |                                     |                                       |  |  |  |  |  |  |  |                                |
|                | Fridrich Michal Falcko-Zweibrückenský |  |                                     |                                       |  |  |  |  |  |  |  |                                |
|                |                                       |  |                                     |                                       |  |  |  |  |  |  |  |                                |
|                |                                       |  |                                     | Karolína Nasavsko-Saarbrückenská      |  |  |  |  |  |  |  |                                |
|                |                                       |  |                                     |                                       |  |  |  |  |  |  |  |                                |
|                | Maxmilián I. Josef Bavorský           |  |                                     |                                       |  |  |  |  |  |  |  |                                |
|                |                                       |  |                                     |                                       |  |  |  |  |  |  |  |                                |
|                |                                       |  |                                     | Josef Karel Falcko-Sulzbašský         |  |  |  |  |  |  |  |                                |
|                |                                       |  |                                     |                                       |  |  |  |  |  |  |  |                                |
|                | Marie Františka Falcko-Sulzbašská     |  |                                     |                                       |  |  |  |  |  |  |  |                                |
|                |                                       |  |                                     |                                       |  |  |  |  |  |  |  |                                |
|                |                                       |  |                                     | Alžběta Augusta Falcko-Neuburská      |  |  |  |  |  |  |  |                                |
|                |                                       |  |                                     |                                       |  |  |  |  |  |  |  |                                |
|                | Ludovika Bavorská                     |  |                                     |                                       |  |  |  |  |  |  |  |                                |
|                |                                       |  |                                     |                                       |  |  |  |  |  |  |  |                                |
|                |                                       |  |                                     | Karel Fridrich Bádenský               |  |  |  |  |  |  |  |                                |
|                |                                       |  |                                     |                                       |  |  |  |  |  |  |  |                                |
|                | Karel Ludvík Bádenský                 |  |                                     |                                       |  |  |  |  |  |  |  |                                |
|                |                                       |  |                                     |                                       |  |  |  |  |  |  |  |                                |
|                |                                       |  |                                     | Karolína Luisa Hesensko-Darmstadtská  |  |  |  |  |  |  |  |                                |
|                |                                       |  |                                     |                                       |  |  |  |  |  |  |  |                                |
|                | Karolína Frederika Vilemína Bádenská  |  |                                     |                                       |  |  |  |  |  |  |  |                                |
|                |                                       |  |                                     |                                       |  |  |  |  |  |  |  |                                |
|                |                                       |  |                                     | Ludvík IX. Hesensko-Darmstadtský      |  |  |  |  |  |  |  |                                |
|                |                                       |  |                                     |                                       |  |  |  |  |  |  |  |                                |
|                | Amálie Hesensko-Darmstadtská          |  |                                     |                                       |  |  |  |  |  |  |  |                                |
|                |                                       |  |                                     |                                       |  |  |  |  |  |  |  |                                |
|                |                                       |  |                                     | Karolína Falcko-Zweibrückenská        |  |  |  |  |  |  |  |                                |
|                |                                       |  |                                     |                                       |  |  |  |  |  |  |  |                                |